# William Ged
William Ged (Edimburgo, 1699 – Leith, 19 ottobre 1749) è stato un inventore e orafo britannico.
William Ged nel 1725 inventò il cliché.
Recatosi a Londra nel 1729 cercò di diffondere il suo processo di stampa, al quale aveva lavorato dal 1725, collaborando con un capitalista, tuttavia restò deluso dai suoi operai e dal socio in affari, ritornò poi deluso a Edimburgo dove continuò a lavorare come orafo. 
Sono stati stereotipati da lui un'edizione di Sallustio e due libri di preghiere per l'Università di Cambridge.